# 피터 그린 (역사학자)
피터 모리스 그린(Peter Morris Green, 1924년 12월 22일 - )은 영국의 고전 사학자이며, 고대사에서 그리스-페르시아 전쟁, 알렉산더 대왕 그리고 헬레니즘 문명에 대한 연구 작품으로 유명하다. 그의 고대사의 범위는 기원전 323년 알렉산더 대왕의 죽음부터 악티움 해전 또는 14세기의 아우구스투스의 죽음까지 걸친다. 그린의 가장 유명한 책은 《마케도니아의 알렉산더》(Alexander of Macedon)이며, 1970년대 초판된 역사 전기서이며, 1974년 수정되어 확장판이 나왔고, 1991년 미국에서 최초로 출간되었다. 그의 《알렉산더에서 악티움》(Alexander to Actium)까지는 헬레니즘 문명과 다른 작품에 대한 총체적 설명이다. 그는 로마의 풍자 시인 유베날리스의 번역 작가로 3판이 나와 있다.